# Danh sách đĩa nhạc của Jigoku Shōjo
Hai original soundtrack albums đã được phát hành cho Jigoku Shōjo. Album đầu tiên bao gồm 24 tracks được phát hành vào 25 tháng 1, 2006 bởi Sony Music Entertainment dưới số catalog SVWC-7331. Album thứ hai bao gồm 26 tracks và được phát hành vào 19 tháng 4, 2006 bởi Sony Music Entertainment dưới số catalog SVWC-7348.
Hai original soundtrack albums khác cũng đã được phát hành cho Jigoku Shōjo Futakomori. Album đầu tiên bao gồm 23 tracks được phát hành vào 24 tháng 1, 2007 bởi Sony Music Entertainment dưới số catalog SVWC-7440. Album thứ hai bao gồm 23 tracks và được phát hành vào 21 tháng 3, 2007 bởi Sony Music Entertainment dưới số catalog SVWC-7454.
Ngoài ra, hai original soundtrack albums khác cũng đã được phát hành cho Jigoku Shōjo: Mitsuganae. Album đầu tiên bao gồm 28 tracks được phát hành vào 17 tháng 12, 2008 bởi Sony Music Entertainment dưới số catalog SVWC-7597. Album thứ hai bao gồm 27 tracks và được phát hành vào 4 tháng 3, 2009 bởi Sony Music Entertainment dưới số catalog SVWC-7612.

### Jigoku Shōjo Original Soundtrack
| Danh sách các track |                          |                                     |
| --- | ------------------------ | ----------------------------------- |
| \| Track Number \| Japanese Title \| Translated Title \| \| ------------ \| ------------------------ \| ----------------------------------- \| \| 1 \| 焦燥 \| Impatience \| \| 2 \| 悪意 \| Malice \| \| 3 \| 影差して \| Differing \| \| 4 \| 蜘蛛と老婆と少女 \| The Spider, the Crone, and the Girl \| \| 5 \| 地獄通信 \| Hell Communication \| \| 6 \| 少女降臨 \| Advent of the Girl \| \| 7 \| 三藁捜査線 \| Three Straw Investigation Line \| \| 8 \| 真昼の太陽 \| Midday Sun \| \| 9 \| いじめ \| Bullying \| \| 10 \| 朱に染まる \| To Be Dyed Red \| \| 11 \| 父と娘 \| Father and Daughter \| \| 12 \| 復讐の行方 \| Direction of Revenge \| \| 13 \| あたたかいもの \| Something Warm \| \| 14 \| 芝居 \| Theatrical Play \| \| 15 \| うつろな穴 \| Empty Pit \| \| 16 \| 覚悟 \| Determination \| \| 17 \| 地獄流し \| Hell Flow \| \| 18 \| 満ちていく闇 \| Brimming Darkness \| \| 19 \| 哀れな影 \| Miserable Shadow \| \| 20 \| 暗黒イリュージョン \| Dark Illusion \| \| 21 \| 地獄ロック \| Hell Rock \| \| 22 \| 地獄の川流れ \| Carried Away by Hell's Current \| \| 23 \| 優しい気持ち \| Kind Feelings \| \| 24 \| かりぬい(フルバージョン) \| Basting (Full Version) \| |                          |                                     |
| Track Number | Japanese Title           | Translated Title                    |
| 1 | 焦燥                     | Impatience                          |
| 2 | 悪意                     | Malice                              |
| 3 | 影差して                 | Differing                           |
| 4 | 蜘蛛と老婆と少女         | The Spider, the Crone, and the Girl |
| 5 | 地獄通信                 | Hell Communication                  |
| 6 | 少女降臨                 | Advent of the Girl                  |
| 7 | 三藁捜査線               | Three Straw Investigation Line      |
| 8 | 真昼の太陽               | Midday Sun                          |
| 9 | いじめ                   | Bullying                            |
| 10 | 朱に染まる               | To Be Dyed Red                      |
| 11 | 父と娘                   | Father and Daughter                 |
| 12 | 復讐の行方               | Direction of Revenge                |
| 13 | あたたかいもの           | Something Warm                      |
| 14 | 芝居                     | Theatrical Play                     |
| 15 | うつろな穴               | Empty Pit                           |
| 16 | 覚悟                     | Determination                       |
| 17 | 地獄流し                 | Hell Flow                           |
| 18 | 満ちていく闇             | Brimming Darkness                   |
| 19 | 哀れな影                 | Miserable Shadow                    |
| 20 | 暗黒イリュージョン       | Dark Illusion                       |
| 21 | 地獄ロック               | Hell Rock                           |
| 22 | 地獄の川流れ             | Carried Away by Hell's Current      |
| 23 | 優しい気持ち             | Kind Feelings                       |
| 24 | かりぬい(フルバージョン) | Basting (Full Version)              |

### Jigoku Shōjo Original Soundtrack II
| Danh sách các track |                |                                |
| --- | -------------- | ------------------------------ |
| \| Track Number \| Japanese Title \| Translated Title \| \| ------------ \| -------------- \| ------------------------------ \| \| 1 \| 逢魔が時 \| Dusk \| \| 2 \| 依頼人 \| Client \| \| 3 \| 想い出 \| Recollection \| \| 4 \| 袋小路 \| Blind Alley \| \| 5 \| 憎悪 \| Hatred \| \| 6 \| 柴田走る \| The Shibatas Run \| \| 7 \| 逡巡 \| Hesitation \| \| 8 \| 幸せ \| Happiness \| \| 9 \| 狂い出した歯車 \| Crazed Gears \| \| 10 \| せつない思い \| Painful Thoughts \| \| 11 \| 地獄の仕事人 \| Worker of Hell \| \| 12 \| 三藁熱血篇 \| Three Straw Hotblooded Chapter \| \| 13 \| 一目連 \| Ichimoku Ren \| \| 14 \| 火車 \| Fiery Cart \| \| 15 \| 骨女 \| Hone Onna \| \| 16 \| 満月 \| Full Moon \| \| 17 \| 廃屋 \| Abandoned House \| \| 18 \| 刻まれる音 \| Engraving Sound \| \| 19 \| 地獄ワルツ \| Hell Waltz \| \| 20 \| 地獄少年 \| Hell Boy \| \| 21 \| さくらうた \| Sakura Song \| \| 22 \| 迷妄の果て \| Edge of Delusion \| \| 23 \| 六道郷 \| Six After-Death Worlds \| \| 24 \| 火焔 \| Flames \| \| 25 \| 桜吹雪 \| Sakura Snowstorm \| \| 26 \| 地獄少女 \| Hell Girl \| |                |                                |
| Track Number | Japanese Title | Translated Title               |
| 1 | 逢魔が時       | Dusk                           |
| 2 | 依頼人         | Client                         |
| 3 | 想い出         | Recollection                   |
| 4 | 袋小路         | Blind Alley                    |
| 5 | 憎悪           | Hatred                         |
| 6 | 柴田走る       | The Shibatas Run               |
| 7 | 逡巡           | Hesitation                     |
| 8 | 幸せ           | Happiness                      |
| 9 | 狂い出した歯車 | Crazed Gears                   |
| 10 | せつない思い   | Painful Thoughts               |
| 11 | 地獄の仕事人   | Worker of Hell                 |
| 12 | 三藁熱血篇     | Three Straw Hotblooded Chapter |
| 13 | 一目連         | Ichimoku Ren                   |
| 14 | 火車           | Fiery Cart                     |
| 15 | 骨女           | Hone Onna                      |
| 16 | 満月           | Full Moon                      |
| 17 | 廃屋           | Abandoned House                |
| 18 | 刻まれる音     | Engraving Sound                |
| 19 | 地獄ワルツ     | Hell Waltz                     |
| 20 | 地獄少年       | Hell Boy                       |
| 21 | さくらうた     | Sakura Song                    |
| 22 | 迷妄の果て     | Edge of Delusion               |
| 23 | 六道郷         | Six After-Death Worlds         |
| 24 | 火焔           | Flames                         |
| 25 | 桜吹雪         | Sakura Snowstorm               |
| 26 | 地獄少女       | Hell Girl                      |

### Jigoku Shōjo Futakomori Original Soundtrack
| Danh sách các track |                |                             |
| --- | -------------- | --------------------------- |
| \| Track Number \| Japanese Title \| Translated Title \| \| ------------ \| -------------- \| --------------------------- \| \| 1 \| 迷い路 \| Stray Path \| \| 2 \| 深き淵より \| Deeper than the Abyss \| \| 3 \| 頚木 \| Neck Woods \| \| 4 \| あのころ \| Back Then \| \| 5 \| 暗雲 \| Dark Clouds \| \| 6 \| 人間模様 \| Pattern of Humans \| \| 7 \| 赤いマフラー \| Red Muffler \| \| 8 \| きくり降臨 \| Kikuri Advents \| \| 9 \| 地獄の舟歌 \| Hell's Boat Song \| \| 10 \| 日常 \| Daily Life \| \| 11 \| きくり \| Kikuri \| \| 12 \| 不良のテーマ \| Delinquent's Theme \| \| 13 \| 小さな幸せ \| A Little Happiness \| \| 14 \| 悲しい話 \| Sad Story \| \| 15 \| 企み \| Plan \| \| 16 \| 水面の月 \| Moon on the Water's Surface \| \| 17 \| 沼に沈む \| To Sink into the Swamp \| \| 18 \| 覚悟2006 \| Determination 2006 \| \| 19 \| 二籠 \| Second Cage \| \| 20 \| 地獄交響曲 \| Hell Symphony \| \| 21 \| 地獄メタル \| Hell Metal \| \| 22 \| 彼岸花 \| Cluster Amaryllis \| \| 23 \| あいぞめ \| Indigo Dye \| |                |                             |
| Track Number | Japanese Title | Translated Title            |
| 1 | 迷い路         | Stray Path                  |
| 2 | 深き淵より     | Deeper than the Abyss       |
| 3 | 頚木           | Neck Woods                  |
| 4 | あのころ       | Back Then                   |
| 5 | 暗雲           | Dark Clouds                 |
| 6 | 人間模様       | Pattern of Humans           |
| 7 | 赤いマフラー   | Red Muffler                 |
| 8 | きくり降臨     | Kikuri Advents              |
| 9 | 地獄の舟歌     | Hell's Boat Song            |
| 10 | 日常           | Daily Life                  |
| 11 | きくり         | Kikuri                      |
| 12 | 不良のテーマ   | Delinquent's Theme          |
| 13 | 小さな幸せ     | A Little Happiness          |
| 14 | 悲しい話       | Sad Story                   |
| 15 | 企み           | Plan                        |
| 16 | 水面の月       | Moon on the Water's Surface |
| 17 | 沼に沈む       | To Sink into the Swamp      |
| 18 | 覚悟2006       | Determination 2006          |
| 19 | 二籠           | Second Cage                 |
| 20 | 地獄交響曲     | Hell Symphony               |
| 21 | 地獄メタル     | Hell Metal                  |
| 22 | 彼岸花         | Cluster Amaryllis           |
| 23 | あいぞめ       | Indigo Dye                  |

### Jigoku Shōjo Futakomori Original Soundtrack II
| Danh sách các track |                          |                            |
| --- | ------------------------ | -------------------------- |
| \| Track Number \| Japanese Title \| Translated Title \| \| ------------ \| ------------------------ \| -------------------------- \| \| 1 \| 地獄絵図 \| Hell Illustration \| \| 2 \| 刻迫る \| The Moment Approaches \| \| 3 \| 女の性 \| The Nature of Women \| \| 4 \| 藁人形のテーマ \| Straw Doll's Theme \| \| 5 \| 正義 \| Justice \| \| 6 \| きくりのウインナー \| Kikuri's Wiener \| \| 7 \| 夜の三藁 \| Three Straw at Night \| \| 8 \| 時雨 \| Autumn Rain \| \| 9 \| 地獄の入り口 \| Hell Entrance \| \| 10 \| 悪魔の子 \| Devil's Child \| \| 11 \| 丘の住人 \| Hill Dweller \| \| 12 \| わが町ラブリーヒルズ \| Our Town, Lovely Hills \| \| 13 \| 裏切り \| Betrayal \| \| 14 \| 戦慄 \| Shiver \| \| 15 \| みずうみ \| Lake \| \| 16 \| 異様 \| Strangeness \| \| 17 \| 復讐の連鎖 \| Chain of Vengeance \| \| 18 \| 囚われた町 \| The Captured Town \| \| 19 \| あい \| Ai \| \| 20 \| 集団心理 \| Group Mentality \| \| 21 \| 記憶 \| Memory \| \| 22 \| 少女のうた \| Girl's Song \| \| 23 \| あいぞめ (Piano version) \| Indigo Dye (Piano version) \| |                          |                            |
| Track Number | Japanese Title           | Translated Title           |
| 1 | 地獄絵図                 | Hell Illustration          |
| 2 | 刻迫る                   | The Moment Approaches      |
| 3 | 女の性                   | The Nature of Women        |
| 4 | 藁人形のテーマ           | Straw Doll's Theme         |
| 5 | 正義                     | Justice                    |
| 6 | きくりのウインナー       | Kikuri's Wiener            |
| 7 | 夜の三藁                 | Three Straw at Night       |
| 8 | 時雨                     | Autumn Rain                |
| 9 | 地獄の入り口             | Hell Entrance              |
| 10 | 悪魔の子                 | Devil's Child              |
| 11 | 丘の住人                 | Hill Dweller               |
| 12 | わが町ラブリーヒルズ     | Our Town, Lovely Hills     |
| 13 | 裏切り                   | Betrayal                   |
| 14 | 戦慄                     | Shiver                     |
| 15 | みずうみ                 | Lake                       |
| 16 | 異様                     | Strangeness                |
| 17 | 復讐の連鎖               | Chain of Vengeance         |
| 18 | 囚われた町               | The Captured Town          |
| 19 | あい                     | Ai                         |
| 20 | 集団心理                 | Group Mentality            |
| 21 | 記憶                     | Memory                     |
| 22 | 少女のうた               | Girl's Song                |
| 23 | あいぞめ (Piano version) | Indigo Dye (Piano version) |

### Jigoku Shōjo Mitsuganae Original Soundtrack ~Nikushoku~
| Danh sách các track |                |                              |
| --- | -------------- | ---------------------------- |
| \| Track Number \| Japanese Title \| Translated Title \| \| ------------ \| -------------- \| ---------------------------- \| \| 1 \| 常世の夢 \| Eternal Dream \| \| 2 \| 三鼎 \| Ding of Three \| \| 3 \| 春の風 \| Spring Wind \| \| 4 \| 夏の風 \| Summer Wind \| \| 5 \| ひとり \| Alone \| \| 6 \| 悪い空想 \| Bad Fantasies \| \| 7 \| きくり姫 \| Princess Kikuri \| \| 8 \| 幼女降臨 \| A Young Girl Advents \| \| 9 \| アンニュイ四藁 \| Four Straw Ennui \| \| 10 \| 冥土のゆらめき \| Flickering of the Underworld \| \| 11 \| 残像 \| Afterimage \| \| 12 \| 破滅の淵 \| Abyss of Destruction \| \| 13 \| 愚かな魂 \| Stupid Soul \| \| 14 \| 埋火 \| Pyre \| \| 15 \| 怨みの鈴音 \| The Chime of Grudges \| \| 16 \| 少女の気配 \| Signs of a Girl \| \| 17 \| 震える唇 \| Trembling Lips \| \| 18 \| 荒ぶる神 \| A Rampaging God \| \| 19 \| 白い鳥 赤い鳥 \| White Bird, Red Bird \| \| 20 \| 覚悟2008 \| Determination 2008 \| \| 21 \| 羽化 \| Emergence \| \| 22 \| 地獄の花道 \| Passage to Hell \| \| 23 \| 地獄デスメタル \| Hell Death Metal \| \| 24 \| 新・地獄ロック \| New Hell Rock \| \| 25 \| 悲しき舟歌 \| A Sad Sailor Song \| \| 26 \| 予感 \| Premonition \| \| 27 \| 涙雨 \| Rain of Tears \| \| 28 \| いちぬけ \| Once Through \| |                |                              |
| Track Number | Japanese Title | Translated Title             |
| 1 | 常世の夢       | Eternal Dream                |
| 2 | 三鼎           | Ding of Three                |
| 3 | 春の風         | Spring Wind                  |
| 4 | 夏の風         | Summer Wind                  |
| 5 | ひとり         | Alone                        |
| 6 | 悪い空想       | Bad Fantasies                |
| 7 | きくり姫       | Princess Kikuri              |
| 8 | 幼女降臨       | A Young Girl Advents         |
| 9 | アンニュイ四藁 | Four Straw Ennui             |
| 10 | 冥土のゆらめき | Flickering of the Underworld |
| 11 | 残像           | Afterimage                   |
| 12 | 破滅の淵       | Abyss of Destruction         |
| 13 | 愚かな魂       | Stupid Soul                  |
| 14 | 埋火           | Pyre                         |
| 15 | 怨みの鈴音     | The Chime of Grudges         |
| 16 | 少女の気配     | Signs of a Girl              |
| 17 | 震える唇       | Trembling Lips               |
| 18 | 荒ぶる神       | A Rampaging God              |
| 19 | 白い鳥 赤い鳥  | White Bird, Red Bird         |
| 20 | 覚悟2008       | Determination 2008           |
| 21 | 羽化           | Emergence                    |
| 22 | 地獄の花道     | Passage to Hell              |
| 23 | 地獄デスメタル | Hell Death Metal             |
| 24 | 新・地獄ロック | New Hell Rock                |
| 25 | 悲しき舟歌     | A Sad Sailor Song            |
| 26 | 予感           | Premonition                  |
| 27 | 涙雨           | Rain of Tears                |
| 28 | いちぬけ       | Once Through                 |

### Jigoku Shōjo Mitsuganae Original Soundtrack ~Soushoku~
| Danh sách các track |                |                           |
| --- | -------------- | ------------------------- |
| \| Track Number \| Japanese Title \| Translated Title \| \| ------------ \| -------------- \| ------------------------- \| \| 1 \| 月映 \| Moon Reflection \| \| 2 \| 恋心 \| Love \| \| 3 \| 静かな決意 \| Quiet Resolution \| \| 4 \| 自画自賛 \| Self-Praise \| \| 5 \| 村八分 \| Ostracism \| \| 6 \| 追走 \| Banishment \| \| 7 \| 藁と藁 \| Straw and Straw \| \| 8 \| 待ち人来る \| The Awaited Person Comes \| \| 9 \| さすらいの四藁 \| The Four Wandering Straws \| \| 10 \| 残念ワルツ \| Regret Waltz \| \| 11 \| ともしび \| Torch \| \| 12 \| 赦し \| Forgiveness \| \| 13 \| さかしま \| Inversion \| \| 14 \| 苦くて甘い水 \| Bitter yet Sweet Water \| \| 15 \| さかしら \| Glibness \| \| 16 \| つぐみ \| Tsugumi \| \| 17 \| 苦悩のさざなみ \| Ripples of Agony \| \| 18 \| 寂れた町 \| Silent Town \| \| 19 \| 地獄邸 \| Hell House \| \| 20 \| 独り遊び \| Playing Alone \| \| 21 \| 弔い歌 \| Dirge \| \| 22 \| 忌わしい事件 \| A Detestable Incident \| \| 23 \| 三鼎ロック \| Ding of Three Rock \| \| 24 \| 鳥居のむこう \| Beyond the Torii \| \| 25 \| 地獄流し2009 \| Hell Flow 2009 \| \| 26 \| 六文燈籠 \| Six-Script Lanterns \| \| 27 \| 閻魔あい \| Enma Ai \| |                |                           |
| Track Number | Japanese Title | Translated Title          |
| 1 | 月映           | Moon Reflection           |
| 2 | 恋心           | Love                      |
| 3 | 静かな決意     | Quiet Resolution          |
| 4 | 自画自賛       | Self-Praise               |
| 5 | 村八分         | Ostracism                 |
| 6 | 追走           | Banishment                |
| 7 | 藁と藁         | Straw and Straw           |
| 8 | 待ち人来る     | The Awaited Person Comes  |
| 9 | さすらいの四藁 | The Four Wandering Straws |
| 10 | 残念ワルツ     | Regret Waltz              |
| 11 | ともしび       | Torch                     |
| 12 | 赦し           | Forgiveness               |
| 13 | さかしま       | Inversion                 |
| 14 | 苦くて甘い水   | Bitter yet Sweet Water    |
| 15 | さかしら       | Glibness                  |
| 16 | つぐみ         | Tsugumi                   |
| 17 | 苦悩のさざなみ | Ripples of Agony          |
| 18 | 寂れた町       | Silent Town               |
| 19 | 地獄邸         | Hell House                |
| 20 | 独り遊び       | Playing Alone             |
| 21 | 弔い歌         | Dirge                     |
| 22 | 忌わしい事件   | A Detestable Incident     |
| 23 | 三鼎ロック     | Ding of Three Rock        |
| 24 | 鳥居のむこう   | Beyond the Torii          |
| 25 | 地獄流し2009   | Hell Flow 2009            |
| 26 | 六文燈籠       | Six-Script Lanterns       |
| 27 | 閻魔あい       | Enma Ai                   |